# IC 1532
IC 1532 — галактика типу SBbc (компактна витягнута галактика) у сузір'ї Тукан.
Цей об'єкт міститься в оригінальній редакції індексного каталогу.